# François Louis de Bourbon, prince de Conti

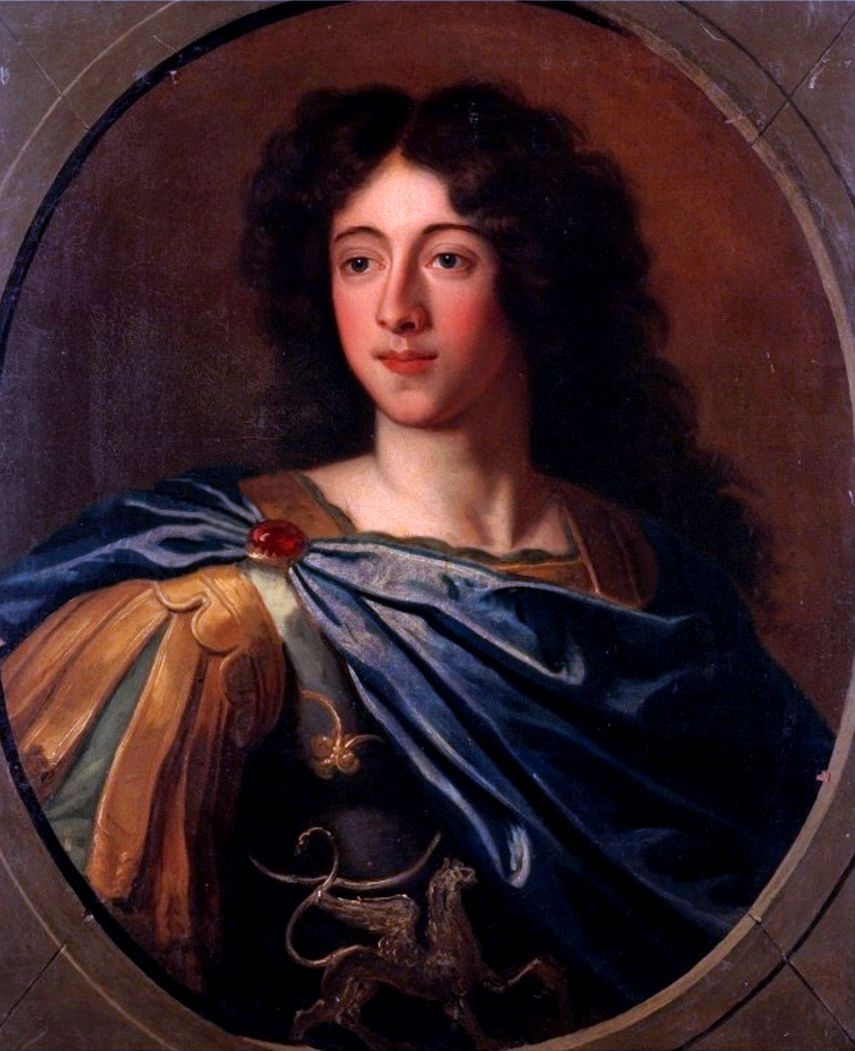
François-Louis de Bourbon, prince de Conti

François Louis de Bourbon, prince de Conti (* 30. April 1664 in Paris; † 22. Februar 1709 ebenda), auch der große Conti genannt, war ein Sohn Armand de Bourbons und dessen Frau Anna Maria Martinozzi.

## Leben
François Louis war bis zum Tode seines Bruders Louis Armand im Jahr 1685 Fürst von La-Roche-sur-Yon und folgte diesem als Fürst von Conti. Er hatte ausgezeichnete Geistesgaben und wurde hervorragend ausgebildet. Mit seinem Bruder kämpfte er auf Seiten Österreichs gegen die Türken bei Gran. Zu dieser Zeit bezeichnete er König Ludwig XIV. in Briefen an seinen Bruder als „Theaterkönig“. Deshalb und wegen seiner Zugehörigkeit zu der homosexuellen „Confrérie d’italianisants“, der auch Ludwigs unehelicher Sohn Louis de Bourbon, comte de Vermandois sowie der Bruder des Königs, Philippe I. de Bourbon, duc d’Orléans angehörten, wurde er nach Rückkehr aus Ungarn nach Chantilly verbannt.
Im Januar 1688 heiratete er Marie Thérèse de Bourbon, die Tochter seines Cousins Henri Jules de Bourbon, prince de Condé. Im Krieg gegen Holland zeichnete er sich an der Seite des Marschalls Luxembourg in den siegreichen Schlachten von Fleurus, Steenkerke und Neerwinden aus. 1696 hatte er eine kurzzeitige Affäre mit der Frau seines Schwagers, Louise Françoise de Bourbon, einer unehelichen Tochter des Königs; deren Tochter Marie Anne stammt möglicherweise von ihm.
Der König war ihm gegenüber stets misstrauisch, vor allem nachdem sein Einfluss auf den Dauphin ständig angewachsen war. Um ihn vom Hof zu entfernen, unterstützte er seine Kandidatur auf den polnischen Thron. Am 27. Juni 1697 wurde Conti zum König von Polen gewählt, konnte sich aber gegen August den Starken nicht durchsetzen und kehrte nach Frankreich zurück. Im Spanischen Erbfolgekrieg wurde er zum Oberbefehlshaber der Truppen in Italien bestimmt. Vor seiner Abreise nach Italien erkrankte er jedoch schwer und starb.
Drei seiner Kinder mit Marie Thérèse überlebten ihn:
1. Marie Anne (1689–1720), ⚭ 1713 mit Louis Henri de Bourbon, Fürst von Condé
2. Louis Armand (1695–1727), Fürst von Conti
3. Louise Adelaide (1696–1750)